# Capolictic
Capolictic är en ort i Mexiko.   Den ligger i kommunen Ixtacamaxtitlán och delstaten Puebla, i den sydöstra delen av landet, 130 km öster om huvudstaden Mexico City. Capolictic ligger 2 702 meter över havet och antalet invånare är 200.
Terrängen runt Capolictic är lite bergig, och sluttar norrut. Runt Capolictic är det ganska tätbefolkat, med 65 invånare per kvadratkilometer. Närmaste större samhälle är Terrenate, 15,0 km sydväst om Capolictic. I omgivningarna runt Capolictic växer huvudsakligen savannskog.